# Trigoniovité
Trigoniovité (Trigoniaceae) je čeleď rostlin z řádu malpígiotvaré. Jsou to liány, keře nebo stromy s jednoduchými listy a nevelkými, pětičetnými, dvoustranně souměrnými květy. Plodem je tobolka nebo křídlatá samara. Čeleď zahrnuje asi 33 druhů ve 4 rodech a je rozšířena zejména v tropické Americe, v malé míře i v jihovýchodní Asii a na Madagaskaru. Některé druhy mají lokální využití jako zdroj dřeva.

## Popis
Zástupci čeledi trigoniovité jsou dřevnaté liány, keře nebo stromy. Listy jsou jednoduché, většinou vstřícné (u rodů Trigoniodendron a Trigoniastrum střídavé), celokrajné, poněkud kožovité, se zpeřenou žilnatinou, na rubu často bělavě chlupaté dlouhými jednoduchými chlupy. Palisty jsou interpetiolární (podobně jako u čeledi Rubiaceae) a často srostlé, opadavé nebo vytrvalé.
Mají oboupohlavné, dvoustranně souměrné květy uspořádané ve vrcholících, hroznech, thyrsech nebo latách. Kalich je srostlý z 5 lístků. Koruna je bílá, složená z 5 nestejných lístků. Tyčinek je 5 až 12, někdy jsou přítomna i sterilní staminodia. Semeník je svrchní, srostlý ze 3 plodolistů, se 3 nebo výjimečně s jedinou komůrkou a 1 až mnoha vajíčky. Na vrcholu nese 1 čnělku zakončenou hlavatou bliznou. Plodem je trojhranná tobolka nebo trojkřídlá samara.

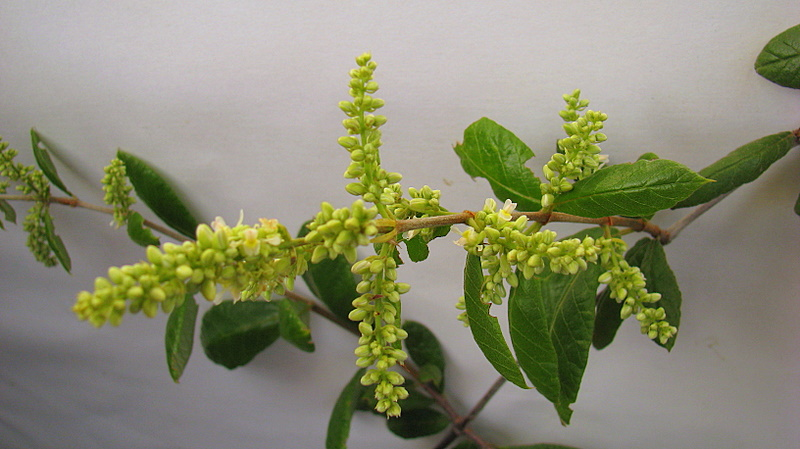
Květenství Trigonia nivea
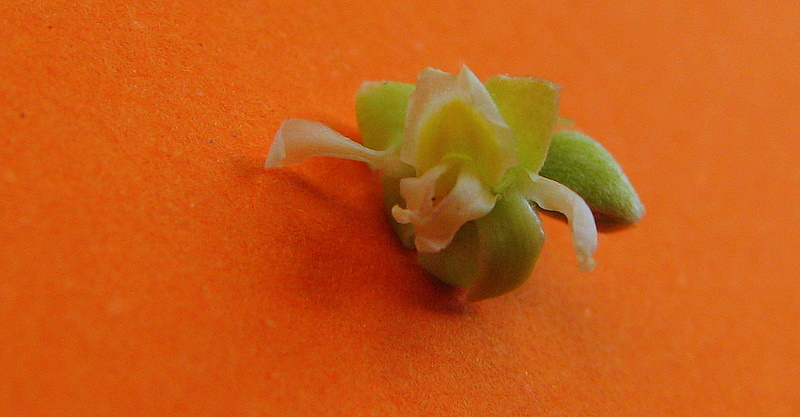
Detail květu T. nivea
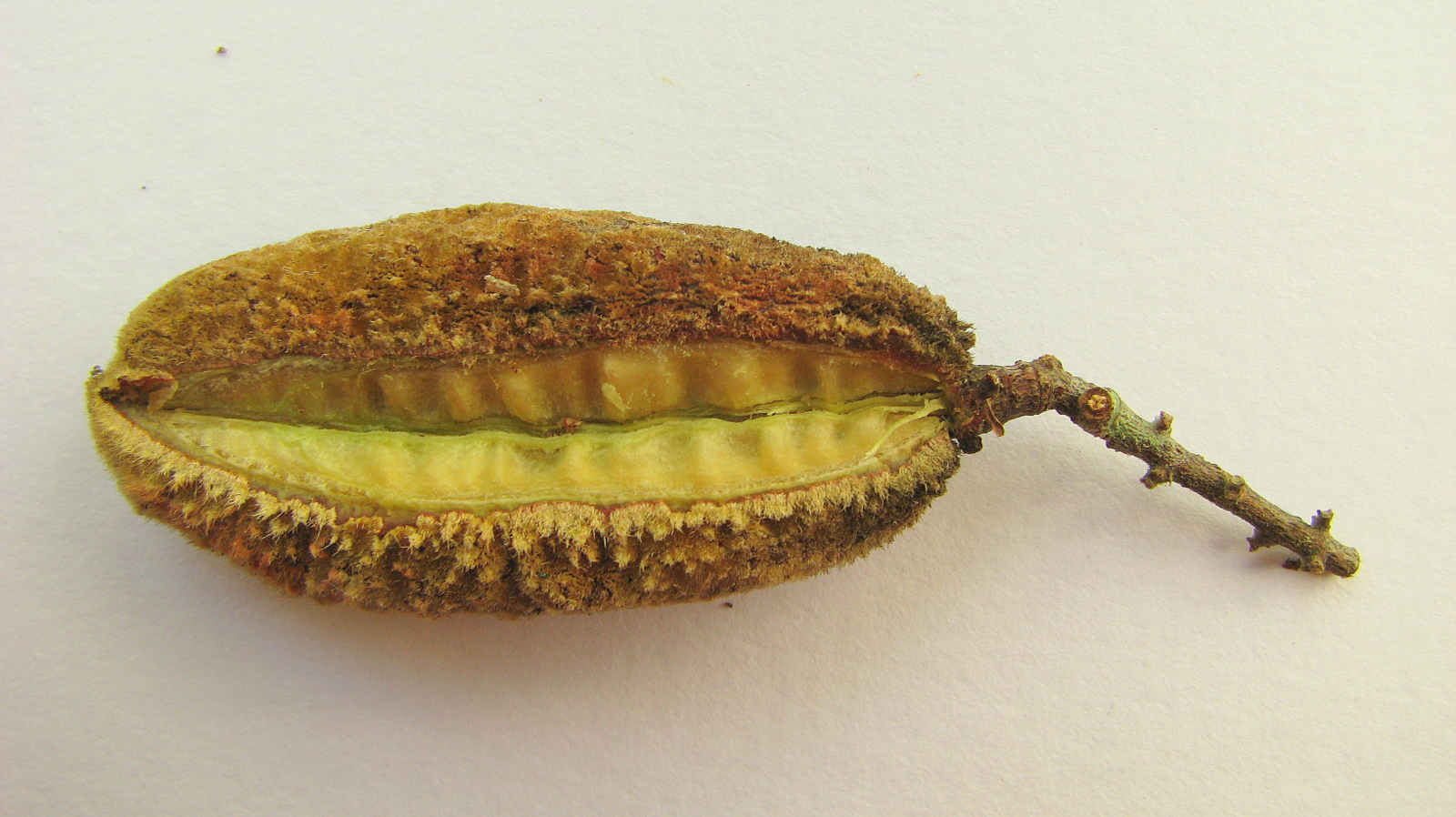
Částečně otevřená tobolka T. nivea

## Rozšíření
Čeleď zahrnuje asi 33 druhů ve 4 rodech. Je rozšířena v tropické Americe, v jihovýchodní Asii a na Madagaskaru. Největším rodem je rod trigonie, rozšířený v počtu asi 29 druhů v tropické Americe od jižního Mexika po Brazílii a Paraguay. Ostatní rody jsou monotypické. Druh Trigoniodendron spiritusanctense je endemit státu Espírito Santo v jihovýchodní Brazílii a byl popsán až v roce 1987. Trigoniastrum hypoleucum se vyskytuje v Malajsii, na Sumatře a Borneu. Humbertiodendron saboureaui je endemit východního Madagaskaru.
Zástupci čeledi se obvykle vyskytují v nížinách tropů. Centrum diversity je v tropické Americe. Zdejší druhy rostou nejčastěji jako keře, liány a malé stromky na otevřených stanovištích na okrajích primárních i sekundárních tropických deštných lesů, v periodicky zaplavovaných poříčních a galeriových lesích a na narušených místech podél cest. Naopak druhy z tropů Starého světa jsou stromy dorůstající výšky až 25 metrů a zpravidla se vyskytují jako složka deštných lesů.

## Ekologické interakce
Květy trigoniovitých jsou opylovány hmyzem, především včelami. Semena stromovitých zástupců (Humbertiodendron, Trigoniastrum) jsou ukryta v křídlatých nepukavých plodech typu samara a šíří se větrem. U většiny druhů rodu trigonie semena vypadávají z tobolek a na povrchu mají hedvábná vlákna, která jim umožňují šíření vzduchem nebo vodou.

## Taxonomie
Nejblíže příbuznými skupinami jsou podle výsledků molekulárních studií čeledi Chrysobalanaceae, Euphroniaceae, Dichapetalaceae a Balanopaceae, s nimiž tvoří čeleď Trigoniaceae v rámci řádu Malpighiales monofyletickou vývojovou větev.
V dřívějších systémech byla čeleď Trigoniaceae často považována za blízce příbuznou čeledi Vochysiaceae a byla řazena do řádu vítodotvaré (Polygalales), případně Vochysiales.

## Zástupci
- trigonie (Trigonia)[9]

## Význam
Dřevo některých zástupců má lokální využití.

## Seznam rodů
Humbertiodendron, Isidodendron, Trigonia, Trigoniastrum, Trigoniodendron